# Улица Пилле
У́лица Пи́лле (эст. Pille tänav) — улица в Таллине, столице Эстонии.

## География
Пролегает в микрорайоне Веэренни городского района Кесклинн. Начинается от улицы Вана-Лыуна, пересекается с улицами Тийу и Ыйлме, заканчивается на перекрёстке с улицей Техника. Протяжённость — около 750 м.

## История и застройка
Улица появилась в 2000-х годах в результате начала нового строительства на территории бывшего фанерно-мебельного комбината и получила своё название 4 ноября 2009 года. Входит в создаваемый жилищно-офисный квартал «Уус-Веэренни» (эст. Uus-Veerenni kvartal).
На улице в 2000—2022 годах были возведены два трёхэтажных квартирных дома, 7 четырёхэтажных и 10 шестиэтажных квартирных домов с коммерческими площадями на первых этажах. Из старой застройки остались два двухэтажных квартирных дома 1958 года строительства.
Запланировано возведение четырёх 12-этажных жилых домов с двумя этажами подземной парковки каждый на участках по адресам ул. Пилле 6/1, 6/2, 6/3 и 10, которые будут относиться к кварталу Уус-Веэренни.
Общественный транспорт по улице не курсирует.

Улица Пилле
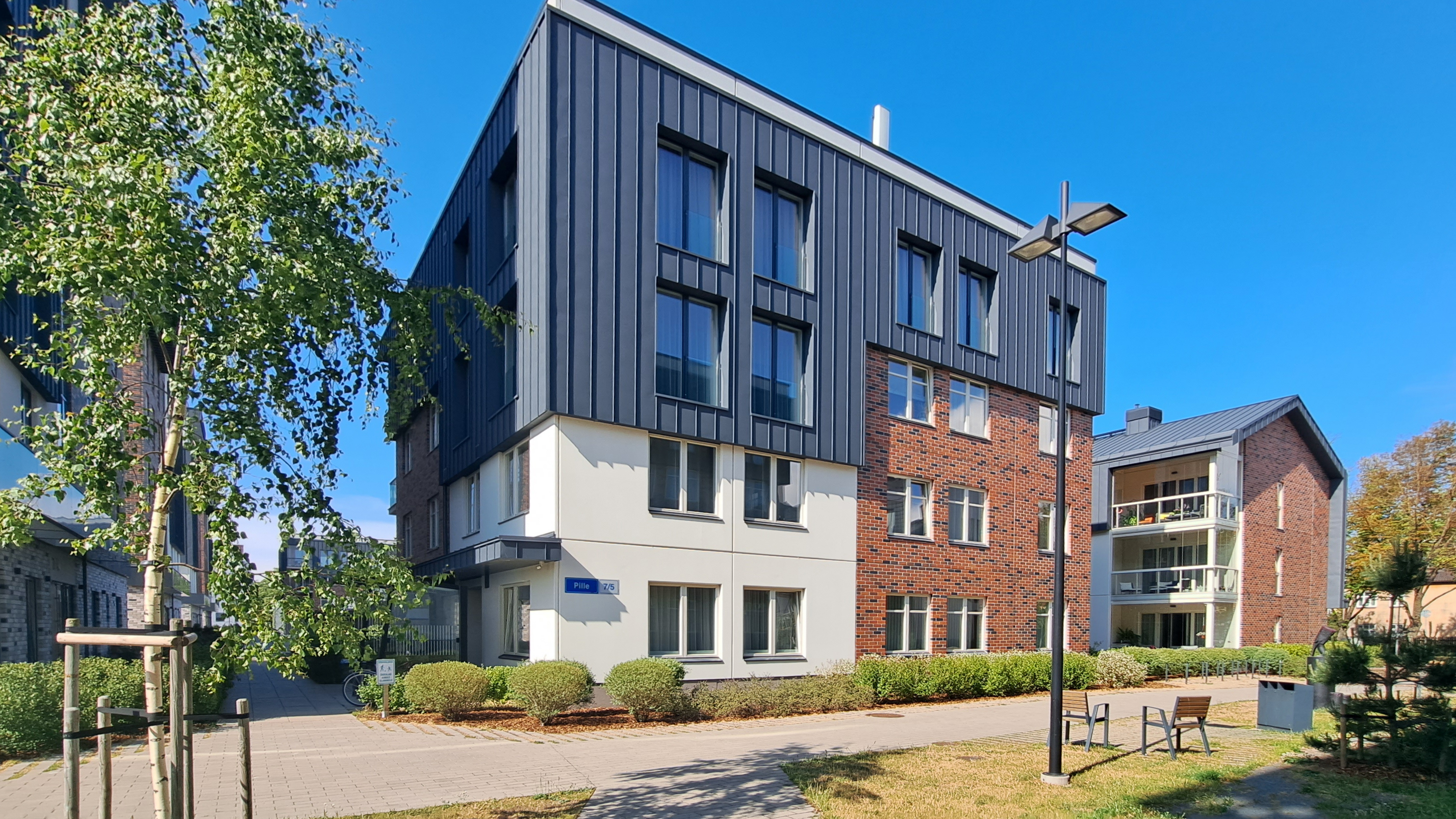
Дом 7/5
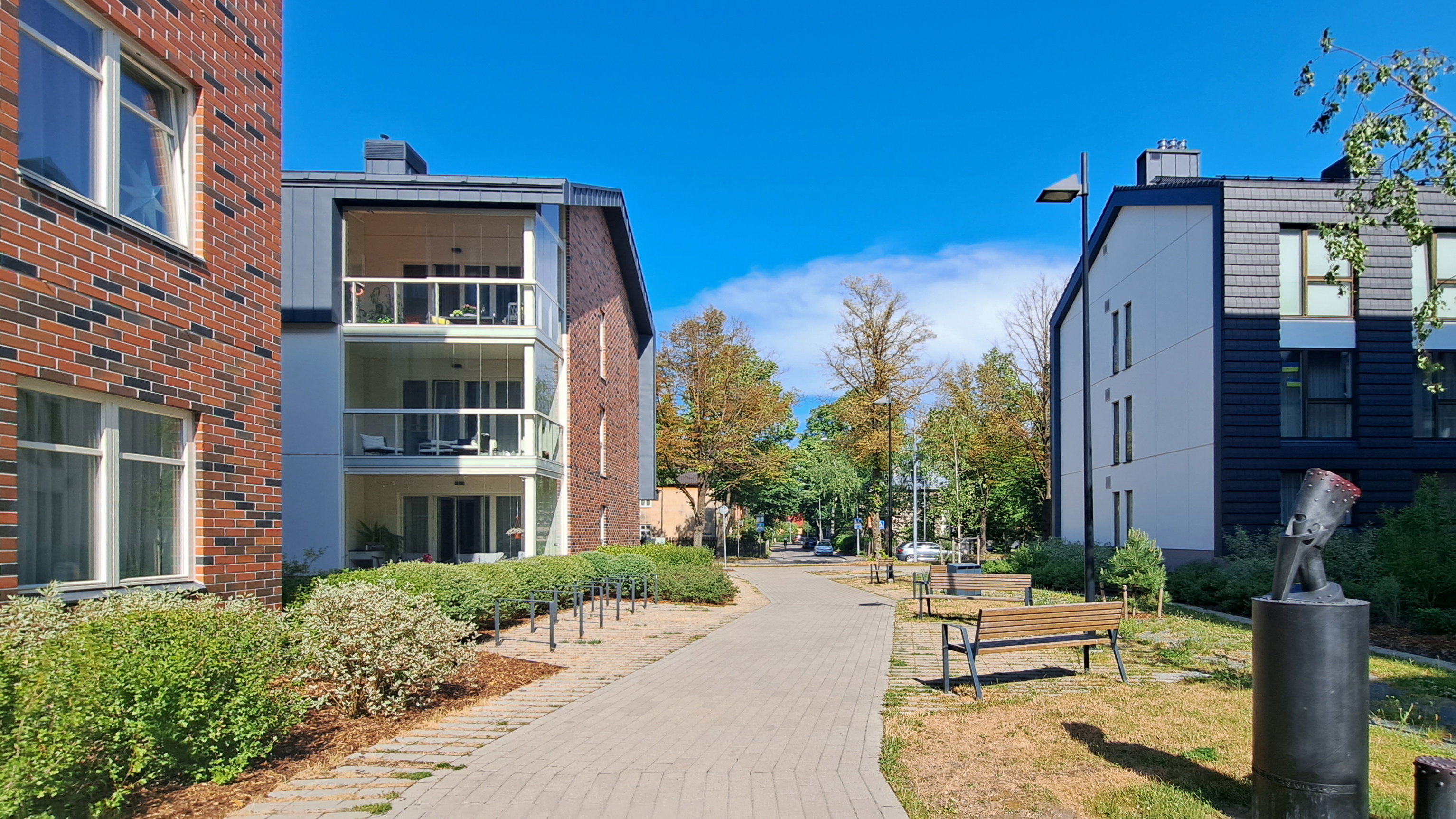
Пешеходная дорожка между улицами Пилле и Веэренни
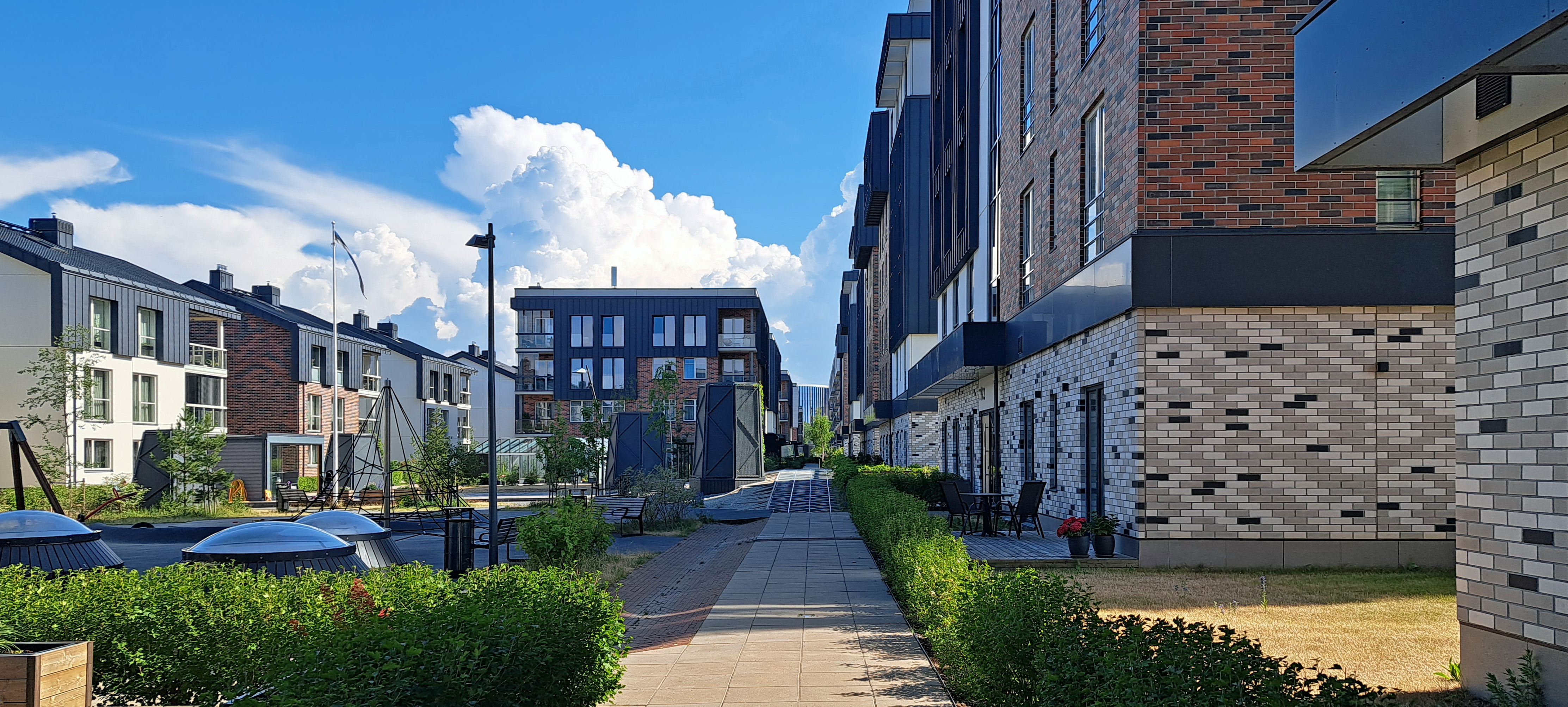
Внутренний двор между домами по ул. Пилле и ул. Веэренни
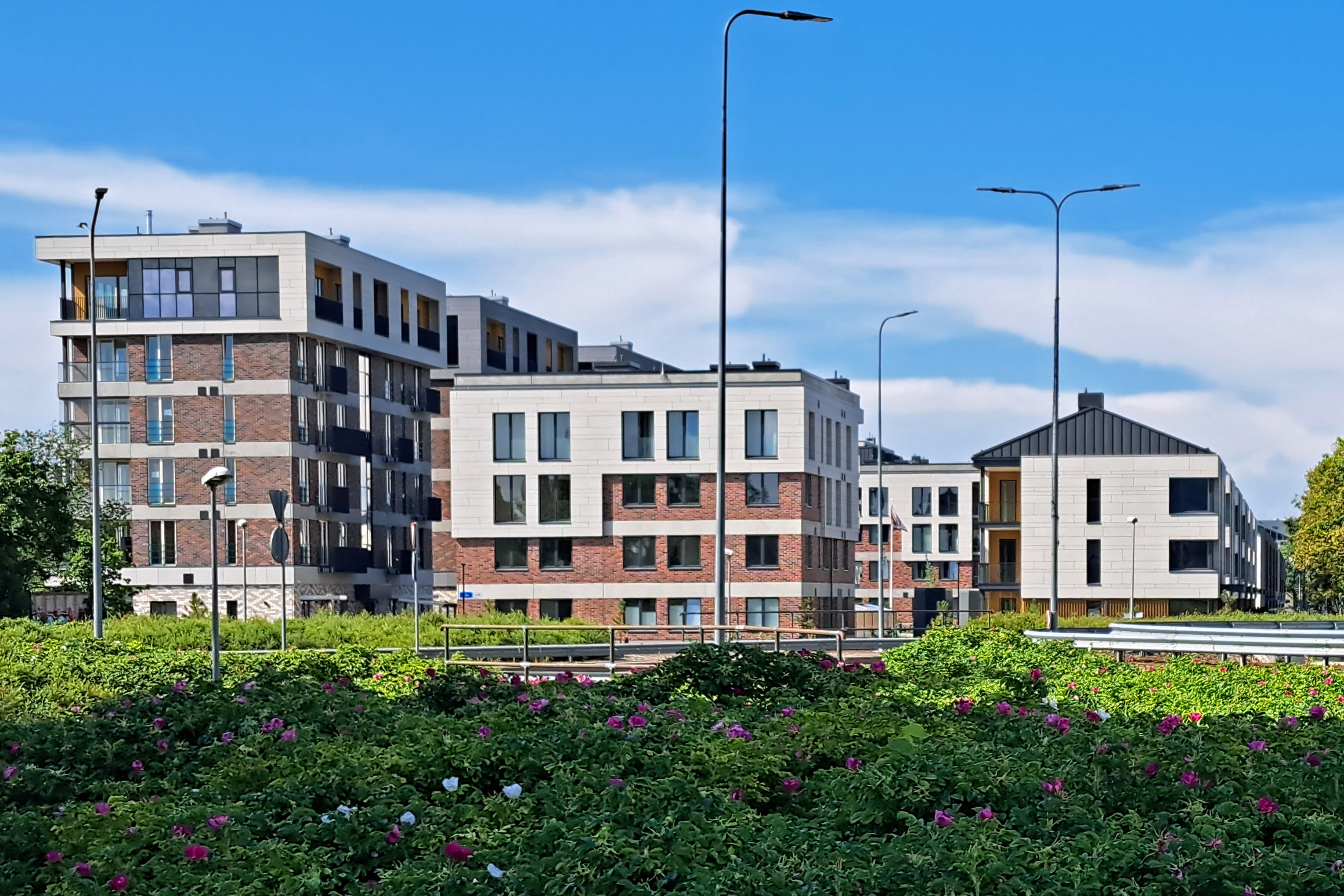
Дома 11/5 и 11/6 (слева)